# Ekkehard Felder
Ekkehard Felder (* 9. Mai 1964 in Müllheim) ist ein deutscher Germanist und Hochschullehrer an der Ruprecht-Karls-Universität Heidelberg.

## Leben
Felder studierte ab dem Wintersemester 1985/86 Germanistik, Politikwissenschaft und Volkswirtschaftslehre an den Universitäten München, Madrid und Freiburg. 1992 legte er in Freiburg das Erste Staatsexamen für das Gymnasiallehramt in Deutsch und Politikwissenschaft ab. 1994 wurde er in Freiburg in Germanischer Philologie zum Dr. phil. promoviert. Anschließend arbeitete er als Lehramtsreferendar, nach seinem zweiten Staatsexamen 1996 als Lehrer, bis 1997 an baden-württembergischen Gymnasien. 1997 wechselte er als wissenschaftlicher Mitarbeiter an die Universität Münster, wo er 2002 sein Habilitationsverfahren abschloss und die Venia legendi für das Fach Deutsche Philologie (Sprachwissenschaft) verliehen bekam.
Anschließend war Felder ein Jahr lang als Oberassistent an der Universität Münster tätig, bevor er von 2003 bis 2005 einen Lehrstuhl an der Universität Köln vertrat. Seit dem Wintersemester 2005/06 ist er Professor am Lehrstuhl für Germanistische Linguistik mit besonderer Berücksichtigung der Gegenwartssprache an der Universität Heidelberg. 2010 gründete er zusammen mit Ludwig M. Eichinger und Jörg Riecke das Europäische Zentrum für Sprachwissenschaften in Mannheim. Zudem gründete er das Forschungsnetzwerk Sprache und Wissen. Von 2011 bis 2015 war Felder Dekan der neuphilologischen Fakultät der Universität Heidelberg. 2018 war er Gastprofessor an der Pekinger Fremdsprachenuniversität.

## Werk
Felders Forschungsschwerpunkte liegen vor allem in der Varietäten- und Soziolinguistik, der linguistischen Mediendiskursanalyse, der Semantik und der politischen Sprachanalyse.
- Kognitive Muster der politischen Sprache. Peter Lang, Frankfurt am Main 1995, ISBN 978-3-631-48180-6 (Dissertation).
- Juristische Textarbeit im Spiegel der Öffentlichkeit. De Gruyter, Berlin 2003, ISBN 978-3-11-089472-1 (Habilitationsschrift).
- mit Angelika Schober-Penz und Kristina Seebacher: Kommunikation und Politik: Sprechen – verstehen – handeln. Neckar-Verlag, Villingen-Schwenningen 2013.
- Einführung in die Varietätenlinguistik. Wissenschaftliche Buchgesellschaft, Darmstadt 2016, ISBN 978-3-534-26796-5.
- Ekkehard Felder et al. (Hrsg.): Handbuch Europäische Sprachkritik Online (HESO): Band 1: Sprachnormierung und Sprachkritik. Heidelberg University Publishing, Heidelberg 2018, doi:10.17885/heiup.heso.2017.1